# أراكاشة صلبة
أراكاشة صلبة (الاسم العلمي:Arracacia rigida) هي نوع من النباتات يتبع جنس الأراكاشة من الفصيلة الخيمية.